# Großer Preis von Ungarn 2002
Der Große Preis von Ungarn 2002 (offiziell XVIII Marlboro Magyar Nagydíj) fand am 18. August auf dem Hungaroring in Mogyoród statt und war das 13. Rennen der Formel-1-Weltmeisterschaft 2002.

## Berichte

### Hintergrund
Nach dem Großen Preis von Frankreich stand Michael Schumacher bereits als Weltmeister fest. Nach dem Großen Preis von Deutschland führte er in der Fahrerwertung uneinholbar mit 66 Punkten vor Juan Pablo Montoya mit 70 Punkten vor Ralf Schumacher. In der Konstrukteurswertung führte Ferrari mit 65 Punkten vor Williams-BMW und mit 92 Punkten vor McLaren-Mercedes.
Vor dem Rennwochenende gab es einen Fahrerwechsel: Der britische Fahrer Anthony Davidson gab bei diesem Rennen für das Minardi-Team sein Formel-1-Debüt. Davidson ersetzte Alex Yoong, der sich 2002 bereits dreimal nicht für einen Grand Prix qualifiziert hatte, weil er jeweils an der 107-Prozent-Regel scheiterte.
Das Arrows-Team trat aufgrund anhaltender finanzieller Probleme nicht an.
Mit Michael Schumacher (dreimal) und Jacques Villeneuve (zweimal) traten zwei ehemalige Sieger zu diesem Grand Prix an.

### Training
Vor dem Rennen am Sonntag fanden vier Trainingssitzungen statt, jeweils zwei am Freitag und Samstag. Die Sitzungen am Freitagmorgen und -nachmittag dauerten jeweils eine Stunde; die dritte und vierte Sitzung am Samstagmorgen dauerte jeweils 45 Minuten.
Am Freitag konnte Michael Schumacher die schnellste Runde fahren. Rubens Barrichello und Ralf Schumacher folgten auf den Plätzen zwei und drei.
Am Samstag war erneut Michael Schumacher der Schnellste, wieder vor Barrichello. Dritter wurde Kimi Räikkönen.

### Qualifying
Das Qualifying am Samstagnachmittag dauerte eine Stunde. Jeder Fahrer war auf zwölf Runden begrenzt, wobei die Startreihenfolge durch die schnellsten Runden der Fahrer bestimmt wurde. Während dieser Sitzung war die 107-Prozent-Regel in Kraft, die erforderte, dass jeder Fahrer eine Zeit innerhalb von 107 % der schnellsten Runde aufstellte, um sich für das Rennen zu qualifizieren.
Im Qualifying setzte sich Barrichello durch und sicherte sich die dritte Pole-Position der Saison. Er schlug seinen Teamkollegen Michael Schumacher um 0,059 Sekunden. Ralf Schumacher wurde Dritter vor Montoya. Die Top Ten komplettierten Giancarlo Fisichella, Jarno Trulli, die beiden Sauber von Felipe Massa und Nick Heidfeld, Jenson Button und David Coulthard.

### Warm Up
Im Warm Up war Michael Schumacher erneut der Schnellste. Barrichello platzierte sich hinter ihm und vor Räikkönen.

### Rennen
Beim Start hielt Barrichello ohne besondere Schwierigkeiten die Führung, während Michael Schumacher, der von der schmutzigsten Seite der Strecke startete, sich vor dem Angriff seines Bruders hüten musste, der jedoch erfolglos blieb. Weiter hinten hatten Montoya, Trulli und Olivier Panis einen schlechten Start und wurden mehrmals überholt, während Räikkönen und Button einen guten Start hatten und beide drei Plätze gutmachten. Am Ende der ersten Runde überquerte Barrichello als Erster die Ziellinie, gefolgt von Michael Schumacher, Ralf Schumacher, Fisichella, Massa, Button, Montoya, Räikkönen, Trulli, Heidfeld und Coulthard.
Die beiden Ferrari-Piloten setzten sich sofort von ihren Verfolgern ab und waren allen anderen deutlich überlegen. Mit Ausnahme von Coulthards Überholen von Heidfeld in der zweiten Runde blieb die Situation bis zur 22. Runde unverändert, als Montoya unter dem Druck von Räikkönen von der Strecke abkam, das Auto beschädigte und an die Box zurückkehrte, um einen Boxenstopp einzulegen. Der kolumbianische Fahrer kehrte auf den letzten Plätzen auf die Strecke zurück. Der erste Fahrer der Spitzengruppe, der in Runde 29 tankte, war Fisichella. Alle anderen Piloten folgten anschließend. Am Ende der ersten Serie von Boxenstopps führte Barrichello weiterhin vor Michael und Ralf Schumacher, Fisichella, Massa, Räikkönen und Coulthard, die viel Boden gutmachten, indem sie den ersten Stopp als Letzter absolvierten.
Bis zum zweiten Tankvorgang passierte praktisch nichts. Der Erste, der in Runde 51 anhielt, war erneut Fisichella, der einige Zehntel vor Massa blieb. Der Jordan-Fahrer konnte jedoch Räikkönen und Coulthard nicht hinter sich halten, die ihn überholten und den zweiten Stopp im Vergleich zu ihm um etwa zehn Runden verzögerten. Damit rückten die McLaren-Piloten auf die Plätze vier und fünf vor. In den letzten Runden fuhr Michael Schumacher die schnellste Runde des Rennens und näherte sich Barrichello, welcher jedoch vorne blieb und seinen ersten Sieg außerhalb Deutschlands sowie seinen dritten insgesamt holte. Ralf Schumacher, Räikkönen, Coulthard und Fisichella kamen hinter den Ferrari-Fahrern ins Ziel, die dank dieses Doppelsiegs vier Rennen vor Ende der Weltmeisterschaft ihren vierten Konstrukteurstitel in Folge gewannen.

## Meldeliste
| Team                       | Nr. | Fahrer               | Chassis        | Motor                         | Reifen |
| -------------------------- | --- | -------------------- | -------------- | ----------------------------- | ------ |
| Scuderia Ferrari Marlboro  | 01  | Michael Schumacher   | Ferrari F2002  | Ferrari 051 3.0 V10           | B      |
| Scuderia Ferrari Marlboro  | 02  | Rubens Barrichello   | Ferrari F2002  | Ferrari 051 3.0 V10           | B      |
| West McLaren Mercedes      | 03  | David Coulthard      | McLaren MP4-17 | Mercedes-Benz FO 110M 3.0 V10 | M      |
| West McLaren Mercedes      | 04  | Kimi Räikkönen       | McLaren MP4-17 | Mercedes-Benz FO 110M 3.0 V10 | M      |
| BMW.WilliamsF1 Team        | 05  | Ralf Schumacher      | Williams FW24  | BMW P82 3.0 V10               | M      |
| BMW.WilliamsF1 Team        | 06  | Juan Pablo Montoya   | Williams FW24  | BMW P82 3.0 V10               | M      |
| Sauber Petronas            | 07  | Nick Heidfeld        | Sauber C21     | Petronas 02A 3.0 V10          | B      |
| Sauber Petronas            | 08  | Felipe Massa         | Sauber C21     | Petronas 02A 3.0 V10          | B      |
| DHL Jordan Honda           | 09  | Giancarlo Fisichella | Jordan EJ12    | Honda RA 002E 3.0 V10         | B      |
| DHL Jordan Honda           | 10  | Takuma Satō          | Jordan EJ12    | Honda RA 002E 3.0 V10         | B      |
| Lucky Strike BAR Honda     | 11  | Jacques Villeneuve   | BAR 004        | Honda RA 002E 3.0 V10         | B      |
| Lucky Strike BAR Honda     | 12  | Olivier Panis        | BAR 004        | Honda RA 002E 3.0 V10         | B      |
| Mild Seven Renault F1 Team | 14  | Jarno Trulli         | Renault R202   | Renault RS22 3.0 V10          | M      |
| Mild Seven Renault F1 Team | 15  | Jenson Button        | Renault R202   | Renault RS22 3.0 V10          | M      |
| Jaguar Racing              | 16  | Eddie Irvine         | Jaguar R3      | Ford Cosworth CR-3 3.0 V10    | M      |
| Jaguar Racing              | 17  | Pedro de la Rosa     | Jaguar R3      | Ford Cosworth CR-3 3.0 V10    | M      |
| KL Minardi Asiatech        | 22  | Anthony Davidson     | Minardi PS02   | Asiatech AT02 3.0 V10         | M      |
| KL Minardi Asiatech        | 23  | Mark Webber          | Minardi PS02   | Asiatech AT02 3.0 V10         | M      |
| Panasonic Toyota Racing    | 24  | Mika Salo            | Toyota TF102   | Toyota RVX-02 3.0 V10         | M      |
| Panasonic Toyota Racing    | 25  | Allan McNish         | Toyota TF102   | Toyota RVX-02 3.0 V10         | M      |

## Klassifikation

### Qualifying
| Pos.                                                                        | Fahrer               | Konstrukteur     | Zeit     | Start |
| --------------------------------------------------------------------------- | -------------------- | ---------------- | -------- | ----- |
| 01                                                                          | Rubens Barrichello   | Ferrari          | 1:13,333 | 01    |
| 02                                                                          | Michael Schumacher   | Ferrari          | 1:13,392 | 02    |
| 03                                                                          | Ralf Schumacher      | Williams-BMW     | 1:13,746 | 03    |
| 04                                                                          | Juan Pablo Montoya   | Williams-BMW     | 1:14,706 | 04    |
| 05                                                                          | Giancarlo Fisichella | Jordan-Honda     | 1:14,880 | 05    |
| 06                                                                          | Jarno Trulli         | Renault          | 1:14,980 | 06    |
| 07                                                                          | Felipe Massa         | Sauber-Petronas  | 1:15,047 | 07    |
| 08                                                                          | Nick Heidfeld        | Sauber-Petronas  | 1:15,129 | 08    |
| 09                                                                          | Jenson Button        | Renault          | 1:15,214 | 09    |
| 10                                                                          | David Coulthard      | McLaren-Mercedes | 1:15,223 | 10    |
| 11                                                                          | Kimi Räikkönen       | McLaren-Mercedes | 1:15,243 | 11    |
| 12                                                                          | Olivier Panis        | BAR-Honda        | 1:15,556 | 12    |
| 13                                                                          | Jacques Villeneuve   | BAR-Honda        | 1:15,583 | 13    |
| 14                                                                          | Takuma Satō          | Jordan-Honda     | 1:15,804 | 14    |
| 15                                                                          | Pedro de la Rosa     | Jaguar-Cosworth  | 1:15,867 | 15    |
| 16                                                                          | Eddie Irvine         | Jaguar-Cosworth  | 1:16,419 | 16    |
| 17                                                                          | Mika Salo            | Toyota           | 1:16,473 | 17    |
| 18                                                                          | Allan McNish         | Toyota           | 1:16,626 | 18    |
| 19                                                                          | Mark Webber          | Minardi-Asiatech | 1:17,428 | 19    |
| 20                                                                          | Anthony Davidson     | Minardi-Asiatech | 1:17,959 | 20    |
| 107-Prozent-Zeit: 1:18,466 min (bezogen auf die Bestzeit von 1:13,333 min.) |                      |                  |          |       |

### Rennen
| Pos. | Fahrer               | Konstrukteur     | Runden | Stopps | Zeit        | Start | Schnellste Runde |
| ---- | -------------------- | ---------------- | ------ | ------ | ----------- | ----- | ---------------- |
| 01   | Rubens Barrichello   | Ferrari          | 77     | 2      | 1:41:49,001 | 01    | 1:16,891 (31.)   |
| 02   | Michael Schumacher   | Ferrari          | 77     | 2      | + 0,434     | 02    | 1:16,207 (72.)   |
| 03   | Ralf Schumacher      | Williams-BMW     | 77     | 2      | + 13,356    | 03    | 1:17,783 (30.)   |
| 04   | Kimi Räikkönen       | McLaren-Mercedes | 77     | 2      | + 29,479    | 11    | 1:16,926 (54.)   |
| 05   | David Coulthard      | McLaren-Mercedes | 77     | 2      | + 37,800    | 10    | 1:17,290 (33.)   |
| 06   | Giancarlo Fisichella | Jordan-Honda     | 77     | 2      | + 1:08,804  | 05    | 1:18,578 (49.)   |
| 07   | Felipe Massa         | Sauber-Petronas  | 77     | 2      | + 1:13,612  | 07    | 1:18,458 (52.)   |
| 08   | Jarno Trulli         | Renault          | 76     | 2      | + 1 Runde   | 06    | 1:18,438 (51.)   |
| 09   | Nick Heidfeld        | Sauber-Petronas  | 76     | 2      | + 1 Runde   | 08    | 1:18,185 (35.)   |
| 10   | Takuma Satō          | Jordan-Honda     | 76     | 2      | + 1 Runde   | 14    | 1:18,247 (46.)   |
| 11   | Juan Pablo Montoya   | Williams-BMW     | 76     | 2      | + 1 Runde   | 04    | 1:18,163 (51.)   |
| 12   | Olivier Panis        | BAR-Honda        | 76     | 2      | + 1 Runde   | 12    | 1:18,126 (28.)   |
| 13   | Pedro de la Rosa     | Jaguar-Cosworth  | 75     | 2      | + 2 Runden  | 15    | 1:19,646 (48.)   |
| 14   | Allan McNish         | Toyota           | 75     | 2      | + 2 Runden  | 18    | 1:19,937 (28.)   |
| 15   | Mika Salo            | Toyota           | 75     | 2      | + 2 Runden  | 17    | 1:19,408 (30.)   |
| 16   | Mark Webber          | Minardi-Asiatech | 75     | 2      | + 2 Runden  | 19    | 1:19,567 (30.)   |
| –    | Anthony Davidson     | Minardi-Asiatech | 58     | 2      | DNF         | 20    | 1:19,347 (54.)   |
| –    | Jenson Button        | Renault          | 30     | 0      | DNF         | 09    | 1:19,455 (23.)   |
| –    | Eddie Irvine         | Jaguar-Cosworth  | 23     | 0      | DNF         | 16    | 1:18,889 (19.)   |
| –    | Jacques Villeneuve   | BAR-Honda        | 20     | 0      | DNF         | 13    | 1:19,861 (19.)   |

## WM-Stände nach dem Rennen
Die ersten sechs des Rennens bekamen 10, 6, 4, 3, 2 bzw. 1 Punkt(e).

### Fahrerwertung
| Pos. | Fahrer               | Konstrukteur     | Punkte |
| ---- | -------------------- | ---------------- | ------ |
| 01   | Michael Schumacher   | Ferrari          | 112    |
| 02   | Rubens Barrichello   | Ferrari          | 45     |
| 03   | Ralf Schumacher      | Williams-BMW     | 40     |
| 04   | Juan Pablo Montoya   | Williams-BMW     | 40     |
| 05   | David Coulthard      | McLaren-Mercedes | 34     |
| 06   | Kimi Räikkönen       | McLaren-Mercedes | 20     |
| 07   | Jenson Button        | Renault          | 11     |
| 08   | Nick Heidfeld        | Sauber-Petronas  | 7      |
| 09   | Giancarlo Fisichella | Jordan-Honda     | 7      |
| 10   | Jarno Trulli         | Renault          | 4      |
| 11   | Felipe Massa         | Sauber-Petronas  | 4      |
| 12   | Jacques Villeneuve   | BAR-Honda        | 3      |

| Pos. | Fahrer                | Konstrukteur     | Punkte |
| ---- | --------------------- | ---------------- | ------ |
| 13   | Eddie Irvine          | Jaguar-Cosworth  | 3      |
| 14   | Olivier Panis         | BAR-Honda        | 2      |
| 15   | Mark Webber           | Minardi-Asiatech | 2      |
| 16   | Mika Salo             | Toyota           | 2      |
| 17   | Heinz-Harald Frentzen | Arrows-Cosworth  | 2      |
| 18   | Allan McNish          | Toyota           | 0      |
| 19   | Alex Yoong            | Minardi-Asiatech | 0      |
| 20   | Pedro de la Rosa      | Jaguar-Cosworth  | 0      |
| 21   | Takuma Satō           | Jordan-Honda     | 0      |
| 22   | Enrique Bernoldi      | Arrows-Cosworth  | 0      |
| –    | Anthony Davidson      | Minardi-Asiatech | 0      |

### Konstrukteurswertung
| Pos. | Konstrukteur     | Punkte |
| ---- | ---------------- | ------ |
| 01   | Ferrari          | 157    |
| 02   | Williams-BMW     | 80     |
| 03   | McLaren-Mercedes | 54     |
| 04   | Renault          | 15     |
| 05   | Sauber-Petronas  | 11     |
| 06   | Jordan-Honda     | 7      |

| Pos. | Konstrukteur     | Punkte |
| ---- | ---------------- | ------ |
| 07   | BAR-Honda        | 5      |
| 08   | Jaguar-Cosworth  | 3      |
| 09   | Minardi-Asiatech | 2      |
| 10   | Toyota           | 2      |
| 11   | Arrows-Cosworth  | 2      |